# Killbuck (Ohio)
Pour les articles homonymes, voir Killbuck.
Killbuck est un village américain situé dans le comté de Holmes, dans l'Ohio. Selon le recensement de 2010, sa population est de 817 habitants.